# Zardozi

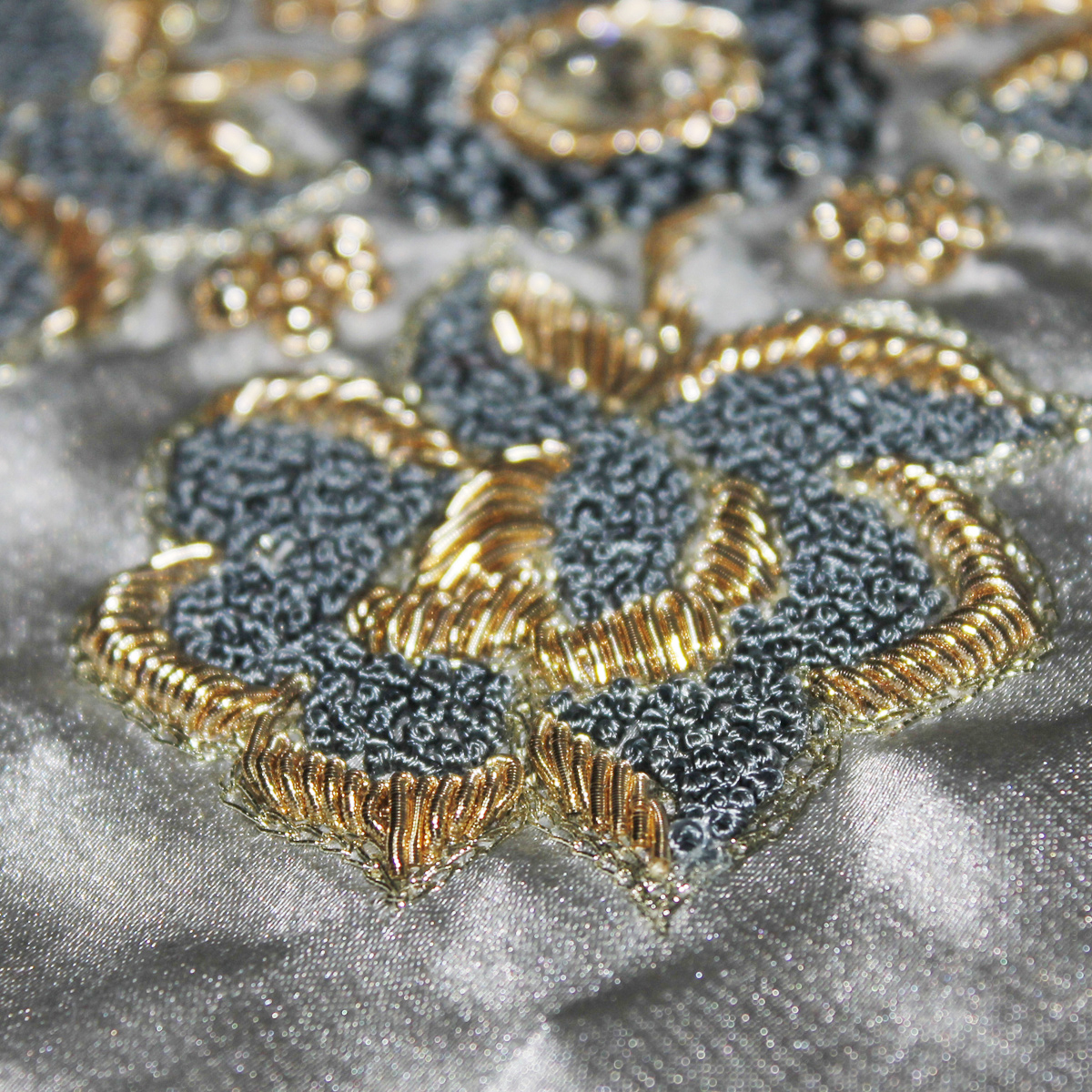
Plan rapproché sur une broderie zardozi (zardouzi)

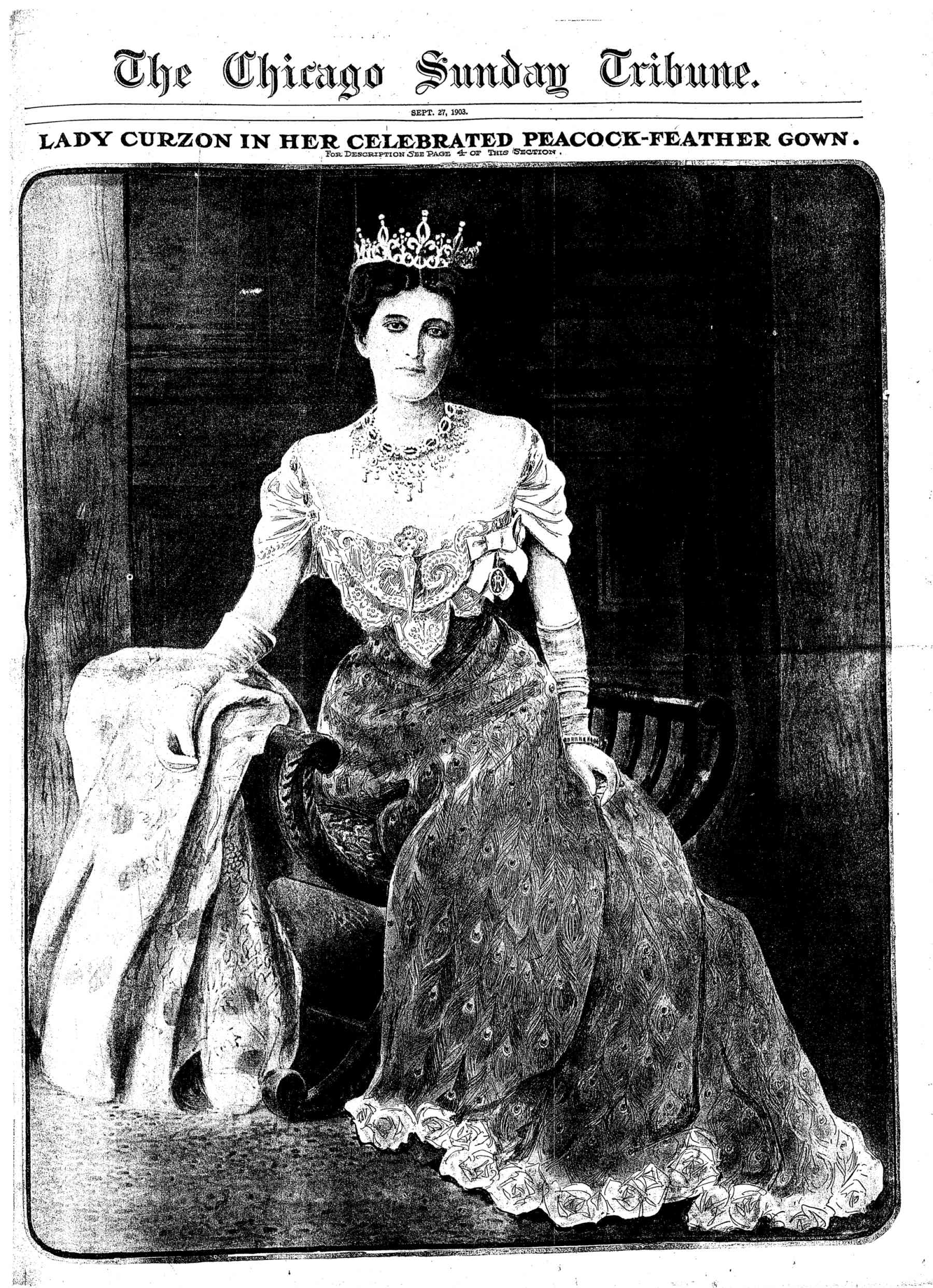
La robe paon de la vice-reine Lady Curzon, avec une jupe en zardozi indien ornée d'ailes de scarabée vert et de fil d'or et d'argent, a fait sensation lors de son couronnement, faisant la une du Chicago Tribune le 27 septembre 1903.

La broderie Zardozi ou Zar-douzi, également Zardosi (persan : زَردوزی, arabe : خرير الماء, hindi : ज़रदोज़ी, ourdou : زَردوزی, azerbaïdjanais : Zərdozi, turc : Ters örgü) est un type de broderie en Iran, Azerbaïdjan, Irak, Koweït, Syrie, Turquie, Asie centrale, Inde, Pakistan et Bangladesh. Zardozi vient de deux mots persans : zar ou zarin signifiant « or », et dozi signifiant « coudre ». Zardozi est un type de broderie métallique lourde et élaborée sur une base de tissu de soie, de satin ou de velours. Les dessins sont souvent créés à l'aide de fils d'or et d'argent et peuvent incorporer des perles, naturelles ou métalliques, et des pierres précieuses. Il est utilisé comme décoration pour un large éventail d'applications, y compris les vêtements, les textiles ménagers et les pièges à animaux. Historiquement, il est utilisé pour orner les murs des tentes royales, les fourreaux, les tentures murales et l'attirail des éléphants et des chevaux royaux.
Initialement, la broderie se réalise avec des fils d'argent pur et de véritables feuilles d'or. Cependant, aujourd'hui, les artisans utilisent une combinaison de fil de cuivre, avec un poli d'or ou d'argent, et de fil de soie.

## Sous-continent indien

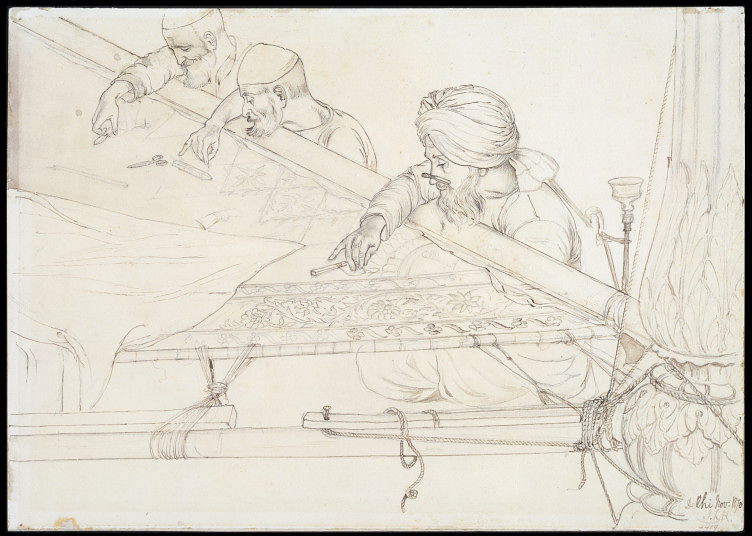
Dessin de brodeurs d'or de Delhi au travail en 1870, par John Lockwood Kipling

La broderie d'or existe en Inde depuis l'époque du Rigveda, entre 1500 et 1200 av. J.-C. Il a prospéré au XVIIe siècle sous le règne de l'empereur moghol Akbar, mais plus tard, une perte du patronage royal et l'industrialisation ont conduit à son déclin. Cet artisanat a commencé à connaître un regain de popularité après l'indépendance de l'Inde en 1947,.
Aujourd'hui, le zardozi est populaire dans les villes indiennes de Lucknow, Farrukhabad, Chennai et Bhopal. En 2013, le Registre des indications géographiques (GIR) a accordé une indication géographique (IG) aux zardozi de Lucknow. Avec le statut IG, les artisans, distributeurs et détaillants de zardozi à Lucknow et dans les six districts environnants de Barabanki, Unnao, Sitapur, Rae Bareli, Hardoi et Amethi peuvent devenir des utilisateurs autorisés de la marque "Lucknow Zardozi" et porter une marque d'authenticité unique.

## Iran
Le zardozi est un artisanat important dans la culture persane. Il est connu dans le pays par des noms tels que zar-douzi ( persan : زردوزی   ), kam-douzi ( persan : کم‌دوزی   ), gol-douzi ( persan : گل‌دوزی   ) et kaman-douzi ( persan : کمان‌دوزی   ). De nos jours, il est plus populaire à Hormozgan, en particulier à Bandar-e Lenge, Bandar-e Abbas et Minab.
Le zardozi persan est de trois sortes :
- Certaines personnes cousent complètement le tissu de base avec un point de couture bakhie (persan : بخیه) afin de produire des motifs nouveaux et des couleurs, telles que le souzan-douzi  baloutche (persan : سوزن‌دوزی), le qollab-douzi de Racht (persan : قلاب‌دوزی) et le pate-douzi de Kerman (persan : پَته‌دوزی).
- Certains cousent avec une densité moindre de broderie sur le tissu d'origine. Ils traversent les fils à travers la trame du tissu et les cousent entre eux pour former un réseau coloré à motifs, tels que le sekke-douzi (persan : سکّه‌دوزی) ou le qollab-douzi (persan : قلاب‌دوزی) à Ispahan.
- Une troisième voie est de coudre une variété de motifs sur le tissu d' origine avec des chaînes d'or et d' argent, comme dans le dah-yek-douzi (persan : ده‌يک‌دوزی), naqade-douzi (persan : نقده‌دوزی), douzi-goût (persan : تافته‌دوزی), kous-douzi (persan : خوس‌دوزی), zari-douzi (persan : زر‌دوزی) ou golabatoun-douzi (persan : گلابتون‌دوزی)[8].